# Шелгуново (Новгородська область)
Шелгуново (рос. Шелгуново) — присілок в Старорусському районі Новгородської області Російської Федерації.
Населення становить 74 особи. Входить до складу муніципального утворення Залуцьке сільське поселення.

## Історія
Від 2004 року входить до складу муніципального утворення Залуцьке сільське поселення.

## Населення
| 2010 |
| ---- |
| 74   |